# Лаборатория социальной рекламы
АНО «Лаборатория социальной рекламы» — российское рекламное агентство полного цикла, специализирующееся на разработке и производстве социальной рекламы. Работает с 2002 года под руководством Гюзеллы Николайшвили. Является одной из ведущих экспертных некоммерческих организаций России в сфере социальной рекламы, PR и социального проектирования.

## История
Лаборатория основана в 2002 году кандидатом политических наук Гюзеллой Николайшвили на базе кафедры публичной политики Высшей школы экономики. Одним из первых серьёзных проектов стал сайт «Социальная реклама.ру», запущенный в 2003 году и успешно работающий по сей день. В 2005 году лаборатория была зарегистрирована как автономная некоммерческая организация и начала работать отдельно от университета. Всего в период 2003—2008 сотрудниками организации проведено около 50 семинаров-тренингов по социальной рекламе в девятнадцати регионах России, а также в Киеве, Сухуми и Риге (в формате фестивалей социальной рекламы, кинофестивалей, образовательных программ Project Harmony, «Открытая Россия», фонда Гордона, РООИ «Перспектива»).
В 2006 году организация получила несколько всероссийских и зарубежных рекламных наград, в том числе удостоилась призов на фестивалях Red Apple, «Идея!», «Белый квадрат» и др. По заказу Правительства Москвы была реализована программа «Сектор доверия», включающая в себя создание рекламных продуктов по трём темам: «Наставничество для детей-сирот», «Трудоустройство инвалидов-колясочников», «Психологическая помощь пострадавшим от терактов и техногенных катастроф». В тот же период произведена социальная реклама на тему ВИЧ/СПИДа для четырёх компаний с последующим размещением в федеральных СМИ. Поступили в продажу созданные лабораторией специализированные учебники «Социальная реклама: теория и практика».
В 2008 году совместно с «Лабораторией социальной рекламы» сформирована Коалиция некоммерческих организаций по содействию развитию социальной рекламы в России, куда впоследствии вошли многие ведущие некоммерческие организации страны. Члены коалиции принимали участие в обсуждении связанного с социальной рекламой законопроекта, направленного на рассмотрение в Государственную думу. Николайшвили, как директор крупнейшей организации социальной рекламы, приняла участие в «круглом столе» Торгово-промышленной палаты России. В 2009 году при поддержке Министерства экономического развития и Общественной палаты лаборатория организовала международную конференцию «Повышение эффективности социальной рекламы в России», где ежегодно выступают представители некоммерческих организаций, федеральных ведомств и агентств, предприниматели и бизнесмены, международные эксперты, производители социальной рекламы, средства массовой информации.
Всемирный экономический форум Creative for Good в 2013 году включил проекты «Лаборатории социальной рекламы» в библиотеку лучших мировых кейсов.

## Деятельность
Лаборатория главным образом занимается производством социальной рекламы для различных некоммерческих организаций и фондов. Создаваемые ими видеоролики и документальные фильмы затрагивают темы здорового образа жизни, прав и трудоустройства инвалидов, людей с ограниченными возможностями здоровья, пропагандируют концепцию инклюзивного образования, освещают прочие проблемы социальной сферы. Заказчиками, как правило, выступают государственные структуры и частные благотворительные фонды, в их числе ЮНИСЕФ, Роспотребнадзор, региональная общественная организация инвалидов «Перспектива», ассоциация ветеранов «Альфа», Международный медицинский корпус, фонд социального развития и охраны здоровья «Фокус-Медиа», благотворительный проект «Открытый театр» и др.
Ещё одно направление деятельности организации — разработка и реализация комплексных образовательных программ, тренингов, мастер-классов, дистанционных курсов по созданию и производству социальной рекламы. Сотрудники организации предоставляют услуги по консалтингу в области социального PR и рекламы; научную деятельность, проведение исследований, экспертизы; реализуют партнерские и спонсорские программы по социальной тематике; оказывают поддержку федеральным и региональным фестивалям социальной рекламы.